# 紀元前673年
紀元前673年（きげんぜん673ねん）は、西暦（ローマ暦）による年。紀元前1世紀の共和政ローマ末期以降の古代ローマにおいては、ローマ建国紀元81年として知られていた。紀年法として西暦（キリスト紀元）がヨーロッパで広く普及した中世時代初期以降、この年は紀元前673年と表記されるのが一般的となった。

## 他の紀年法
- 干支 : 戊申
- 中国
  - 周 - 恵王4年
  - 魯 - 荘公21年
  - 斉 - 桓公13年
  - 晋 - 献公4年
  - 秦 - 宣公3年
  - 楚 - 荘敖4年
  - 宋 - 桓公9年
  - 衛 - 恵公27年
  - 陳 - 宣公20年
  - 蔡 - 穆侯2年
  - 曹 - 荘公29年
  - 鄭 - 厲公7年
  - 燕 - 荘公18年
- 朝鮮
  - 檀紀1661年
- ユダヤ暦 : 3088年 - 3089年

## できごと

### 中国
- 鄭の厲公と虢公丑（中国語版）が弭で約言し、王子頽（中国語版）のいる王城を攻めた。鄭の厲公は恵王を擁して圉門から攻め入り、虢公丑は北門から攻め入って王子頽と5大夫を殺した。
- 周の恵王が虢に巡幸した。虢公丑が玤に王宮を築いたので、恵王は虢公に酒泉を与えた。恵王は虢から帰国した。

## 死去
- ヌマ・ポンピリウス
- 王子頽（中国語版）
- 鄭の厲公
- 文姜
- 杞の共公